# Muhammed VI de Granada
Muhammed VI de Granada, el Bermejo (Abû `Abd Allâh al-'Ahmar al-Ghâlib Mohammed VI ben Ismâ`îl .) (أبو عبد الله محمد بن إسماعيل .) (1332-Sevilla, 25 de abril de 1362), fue décimo soberano nazarí de Granada entre 1360 y 1362.

## Familia
Muhammed VI estaba emparentado con la dinastía reinante en Granada, pues su padre Ismail era hijo de Ismail y nieto del caudillo Abu Said Faraj y Fatima bint al-Ahmar, quien fueron padres de Ismaíl I, sultán de Granada entre 1314 y 1325. Asimismo, Muhammed VI fue abuelo del sultán Yusuf IV.

## Reinado
Inspirador de la revuelta que depuso a Muhammed V, sucedió a Ismail II, tras asesinarlo. Sin embargo, a partir de 1361 se enfrentó a la revuelta de los partidarios de Muhammad V, que era apoyado por Pedro I. La campaña se inició desde Ronda y ambos monarcas tomaron algunas ciudades, como Iznájar, Málaga y Loja. No obstante, la actuación de saqueo de las tropas castellanas convenció a Muhammad V a poner fin a la ayuda de su aliado. Muhammed VI, acosado, viajó a Sevilla con la intención de comprar al rey Pedro I. Llevaba 300 jinetes, 200 peones, joyas, diamantes, esmeraldas, cajas repletas de monedas de oro. El rey Pedro, autoerigido justiciero y bien en defensa de la legitimidad de la realeza o bien por codicia, lo encarceló para vengar el asesinato de Ismail II y el exilio de Muhammad V. Según el canciller López de Ayala, posteriormente fue escarnecido, subido a un asno con una capa roja y lanceado por el propio Pedro I. Así murió en los campos de Tablada de Sevilla junto a 37 caballeros granadinos de su escolta. Sus cabezas fueron expuestas en Sevilla y luego enviadas al rey Muhammed V, que volvió al trono con la ayuda prestada por su señor y aliado Pedro I de Castilla.
Se casó con su pariente Fatima, hija de Yusuf I y Maryam, y fue padre de Al-Mawl, padre de Yusuf IV y Cetti Meriem al-Mawl al-Nayyara, esposa de Pedro (después Ridwan) Venegas.
| Predecesor: Ismail II | Sultán de Granada 1360-1362 | Sucesor: Muhammed V |